# Melgam Water
Das Melgam Water, sein Oberlauf als Back Water, ist ein Fluss im Westen der schottischen Council Area Angus.

## Lauf
Das Back Water entstand ursprünglich durch den Zusammenfluss von Hole Burn, Glendamff Burn und Glentaitney Burn vor der Ostflanke des Hare Cairn im Südteil der Cairngorms. Der Bach wurde jedoch 1969 zum Backwater Reservoir aufgestaut und die Quellbäche münden direkt in den See. Daher wird heute der Abfluss dieses Stausees als Back Water bezeichnet wird.
Rund 1,5 Kilometer jenseits des Abflusses überspannt die Dykend Bridge den Fluss. Ab dieser Querung auf einer Höhe von etwa 240 Metern wird er als Melgam Water geführt. Das Melgam Water fließt in südöstlicher Richtung ab und mündet nach vier Kilometern rund sieben Kilometer westlich von Kirriemuir in den aufgestauten Loch of Lintrathen.
Am Weiler Bridgend of Lintrathen am Südostufer aus dem Stausee abfließend, folgt das Melgam Water zunächst einer südöstlichen Richtung und dreht dann sukzessive nach Südwesten. Nach fünf Kilometern ergießt sich der Fluss bei Airlie Castle in den Isla, der schließlich über den Tay in die Nordsee entwässert. Ab der Dykend Bridge beträgt seine Gesamtlänge etwa 11 Kilometer. Wird das Back Water als Oberlauf hinzugerechnet, sind es etwa 12,5 Kilometer.
Vor Aufstauung der beiden Stauseen wurde die Gesamtlänge inklusive Back Burn und dem Hole Burn als längstem Quellbach mit 24 Kilometern angegeben.

## Umgebung
Das Melgam Water durchfließt eine äußerst dünn besiedelte Region nahe der Westgrenze Angus’. 200 Meter abwärts der Mündung markiert der Isla bereits die Grenze zum benachbarten Perth and Kinross.
Mit der Dykend Bridge, welche die B951 über das Melgam Water führt, und der Lintrathen Bridge in Bridgend of Lintrathen überspannen den Fluss zwei denkmalgeschützte Bogenbrücken. Das Herrenhaus Airlie Castle, das auf ein Tower House aus dem 15. Jahrhundert zurückgeht, steht nahe der Mündung.

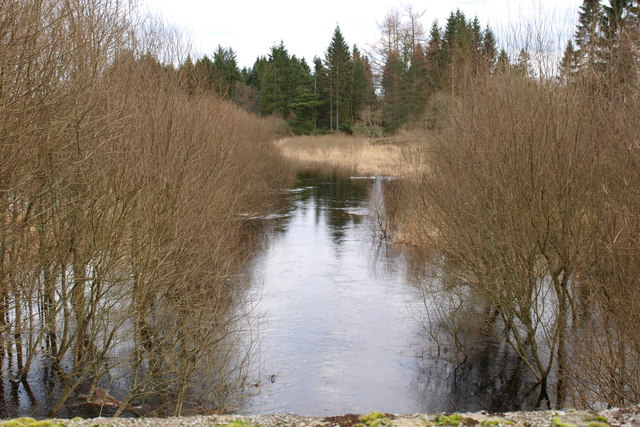
Mündung in den Loch of Lintrathen
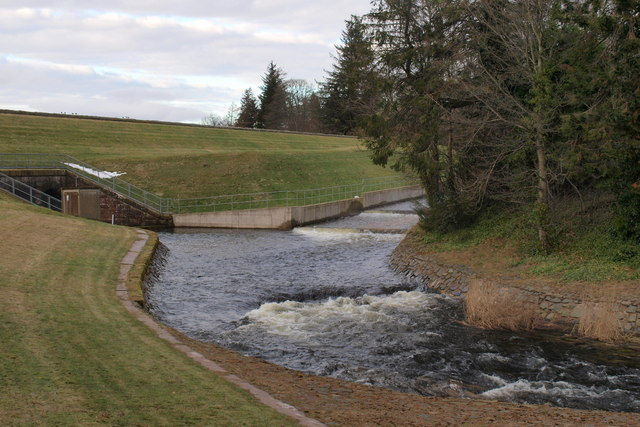
Abfluss aus dem Loch of Lintrathen
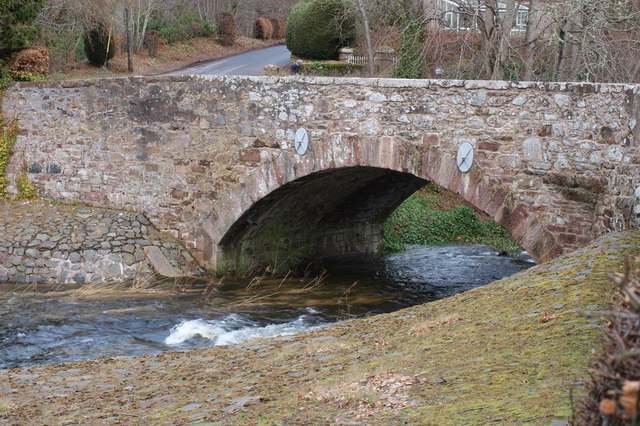
Bridge of Lintrathen